# IBSミュージックデリバリー
IBSミュージックデリバリー（アイビーエスミュージックデリバリー）は、1997年10月～1999年3月まで、茨城放送のナイターオフ時に放送されたゴールデンタイムのワイド番組である。

## 放送時間
- 月曜日 20:05～21:00
月曜日は「がんばれ!!鹿島アントラーズ」が19:30～20:00に組まれていたため、20:05スタート。
- 火曜日～金曜日 19:30～21:00（ただし、20:00～20:05は茨城新聞ニュース挿入のため中断）

## 番組概要
1996年度のナイターオフ期に放送されていた「電リクデリバリー」をリニューアルする形でスタートした。タイトル通り、この番組は電話リクエストによる生放送音楽番組である。

受付時間は全曜日とも18:30からで、当日のイブニングウェーブ担当のアナウンサーが本日のDJを呼び、「リクエスト、スタート」のコールで電話、FAXの受付が開始される。受付時間は放送終了30分前まで。

ただし、「Jリーグ中継（IBSスーパーサッカー）」（水曜に不定期）、「県立高校解答と解説」（3月第1週）が同枠に入っている場合は休止となるため、受付もお休みとなる。

番組の中盤には、洋楽のリクエスト特集を行う。

## 主なDJ陣
- DJカビー（鹿原徳夫）
- ベンジャミン高円寺（遠藤理）
- フランケンK（高木圭二郎）
- 綾小路あっきー（今章子）
- アグネス斉藤（斉藤さおり）
- Eーじゃん加奈（藤田加奈子）

## 各曜日の担当者
- 1997年度
  - 1997年10月6日から1998年4月3日にかけて放送された。

- 月曜　フランケンK
- 火曜　Eーじゃん加奈
- 水曜　ベンジャミン高円寺
- 木曜　アグネス斉藤
- 金曜　カビー

- 1998年度
  - 1998年10月5日から1999年4月2日にかけて放送された。この年度はタイトルが『音楽宅配便　IBSミュージックデリバリー』となっていた[1]。

- 月曜　アグネス斉藤
- 火曜　Eーじゃん加奈
- 水曜　フランケンK
- 木曜　綾小路あっきぃ
- 金曜　ベンジャミン高円寺

## 1夜だけ復活!IBSミュージックデリバリー
2001年3月31日の「IBSラジオスペシャル」の枠内で、この番組が1夜だけ復活した。DJはこの番組の中で一番人気が高かったベンジャミン高円寺で、「くめ納豆」提供で行われた。